# Don’t Speak
«Don’t Speak» (с англ. — «Не говори») — рок-баллада группы No Doubt, ставшая третьим синглом её третьего альбома Tragic Kingdom. Песня стала итогом разрыва отношений вокалистки группы Гвен Стефани и басиста Тони Канэла, длившихся 7 лет.
Песня была написана Гвен Стефани и Эриком Стефани, продюсером стал Мэттью Уайлдер. Она была популярна во многих странах, но не вошла в хит-парад Billboard Hot 100, хотя поднялась на первое место в чарте Billboard Hot 100 Airplay и возглавляла его 16 недель. «Don’t Speak» стала № 1 в чартах Великобритании, Новой Зеландии, Нидерландов и Австралии. «Don’t Speak» — самый успешный сингл No Doubt, получивший номинации на «Грэмми» в категориях «Песня года» и «Лучшее выступление дуэта или группы».
В России сингл получил премию «Рекордъ» в номинации «Зарубежный радиохит» в 1998 году.

## История создания
Песня была написана вокалисткой Гвен Стефани и ее братом Эриком Стефани. Изначально она была о любви, но Стефани почти полностью переписала текст после разрыва с басистом группы Тони Каналом. В интервью она рассказала следующее: 
Раньше песня была более оптимистичной, больше похожа на рок семидесятых. Когда мы с Тони расстались... она стала грустной балладой .

Ведущий гитарист группы Том Дюмонт рассказал:
Об этой песне ходит много историй, так как она развивалась в течение длительного периода времени. Первоначально брат Гвен написал большую часть этой песни, а затем, когда мы стали группой, Гвен изменила текст, чтобы он соответствовал ей. Есть более ранняя версия песни, где текст совершенно другой. Старая версия потрясающая, но она более джазовая и просто другая.

## Популярность в чартах
После выхода в свет песня стала широко ротироваться в радиоэфире и вскоре стала самой часто исполняемой песней на радио в США 1996 года. Песня возглавляла чарт Billboard Hot 100 Airplay 16 недель подряд, установив рекорд того времени, который был побит в 1998 году песней «Iris» группы Goo Goo Dolls, продержавшейся 18 недель.
Песня также имела успех в популярных чартах Adult Top 40, Rhythmic Top 40 и Adult Contemporary. «Don’t Speak» возглавила годовой итоговый чарт Hot 100 Airplay. В других странах песня также стала очень успешной, заняв первые места в Нидерландах, Великобритании (где она продержалась на первом месте 3 недели), Австралии (8 недель на первом месте), Швейцарии (4 недели на первом месте).

## Видеоклип
В самом начале видеоклипа, до того, как звучит музыка, вставлена короткая сцена, где Тони Канэл срывает гнилой апельсин с дерева в роще. Многие телеканалы часто вырезают этот эпизод при показе видеоклипа. Большая часть действия происходит в гараже, где репетирует группа. В оставшиеся моменты речь идет о том, как в СМИ на первый план ставят только Гвен, оставляя остальных участников группы за кадром. В клипе использованы кадры из съемок с совместного концерта No Doubt с Dog Eat Dog и Goldfinger в Нью Йорке 21 августа 1996 года. В конце видео Тони Канэл помещает апельсин обратно на дерево (на самом деле применена обратная съемка). Клип получил премию MTV Video Music Awards в номинации «Лучшее видео группы» и был номинирован в категории «Видео года» в 1997 году.

## Список композиций
Австралийский, японский CD-макси-сингл
1. «Don’t Speak» (альбомная версия) — 4:27
2. «Don’t Speak» (альтернативная версия, записанная в Новой Зеландии в сентябре 1996) — 4:27
3. «Hey You» (акустическая версия) — 3:28
4. «Greener Pastures» (с альбома The Beacon Street Collection) — 5:05

Британский, европейский CD-сингл
1. «Don’t Speak» (альбомная версия) — 4:27
2. «Greener Pastures» (с альбома The Beacon Street Collection) — 5:05

## Издания
| Страна         | Дата            |
| -------------- | --------------- |
| США            | 15 апреля 1996  |
| Великобритания | 10 февраля 1997 |

## Чарты
| Chart (1996–1997)                       | Peak position |
| --------------------------------------- | ------------- |
| Австралия (ARIA)                        | 1             |
| Австрия (Ö3 Austria Top 40)             | 2             |
| Бельгия/Фландрия (Ultratop 50)          | 1             |
| Бельгия/Валлония (Ultratop 50)          | 2             |
| Канада (RPM Top Singles)                | 1             |
| Канада (RPM Adult Contemporary)         | 7             |
| Канада (RPM Rock/Alternative)           | 4             |
| Denmark (IFPI)                          | 1             |
| Europe (European Hot 100 Singles)       | 1             |
| Финляндия (Suomen virallinen lista)     | 4             |
| Франция (SNEP)                          | 4             |
| Германия (GfK)                          | 2             |
| Hungary (Mahasz)                        | 1             |
| Iceland (Íslenski Listinn Topp 40)      | 1             |
| Ирландия (IRMA)                         | 1             |
| Italy (Musica e dischi)                 | 11            |
| Нидерланды (Dutch Top 40)               | 1             |
| Нидерланды (Single Top 100)             | 1             |
| Новая Зеландия (Recorded Music NZ)      | 1             |
| Норвегия (VG-lista)                     | 1             |
| Poland (LP3)                            | 1             |
| Romania (Romanian Top 100)              | 1             |
| Шотландия (Scottish Singles Chart)      | 1             |
| Spain (AFYVE)                           | 2             |
| Швеция (Sverigetopplistan)              | 1             |
| Швейцария (Schweizer Hitparade)         | 1             |
| Великобритания (UK Singles Chart)       | 1             |
| США (Billboard Adult Alternative Songs) | 12            |
| США (Billboard Adult Contemporary)      | 6             |
| США (Billboard Adult Top 40)            | 1             |
| США (Billboard Alternative Songs)       | 2             |
| США (Billboard Mainstream Top 40)       | 1             |
| США (Billboard Radio Songs)             | 1             |
| США (Billboard Rhythmic)                | 9             |

| Чарт (1996)                | Позиция |
| -------------------------- | ------- |
| Sweden (Sverigetopplistan) | 16      |

| Chart (1997)                         | Position |
| ------------------------------------ | -------- |
| Australia (ARIA)                     | 8        |
| Austria (Ö3 Austria Top 40)          | 5        |
| Belgium (Ultratop 50 Flanders)       | 10       |
| Belgium (Ultratop 50 Wallonia)       | 7        |
| Canada Top Singles (RPM)             | 11       |
| Canada Adult Contemporary (RPM)      | 43       |
| Europe (Eurochart Hot 100)           | 3        |
| France (SNEP)                        | 18       |
| Germany (Official German Charts)     | 6        |
| Iceland (Íslenski Listinn Topp 40)   | 13       |
| Netherlands (Dutch Top 40)           | 6        |
| Netherlands (Single Top 100)         | 22       |
| New Zealand (Recorded Music NZ)      | 30       |
| Romania (Romanian Top 100)           | 2        |
| Sweden (Sverigetopplistan)           | 57       |
| Switzerland (Schweizer Hitparade)    | 5        |
| UK Singles (Official Charts Company) | 7        |
| US Adult Contemporary (Billboard)    | 26       |
| US Adult Top 40 (Billboard)          | 5        |
| US Mainstream Top 40 (Billboard)     | 1        |
| US Radio Songs(Billboard)            | 1        |
| US Rhythmic (Billboard)              | 30       |

### Чарты всех времен
| Чарт                                 | Позиция |
| ------------------------------------ | ------- |
| UK Singles (Official Charts Company) | 159     |
| US Adult Top 40 (Billboard)          | 30      |
| US Mainstream Top 40 (Billboard)     | 7       |

## Сертификации
| Регион | Сертификация  | Продажи   |
| --- | ------------- | --------- |
| Австралия (ARIA) | 2× Платиновый | 140 000^  |
| Австрия (IFPI Austria)                                                                                                   | Золотой       | 25 000*   |
| Бельгия (BEA) | Платиновый    | 50 000*   |
| Франция (SNEP) | Золотой       | 286,000   |
| Германия (BVMI) | Платиновый    | 500 000^  |
| Италия (FIMI) | Золотой       | 25 000*   |
| Нидерланды (NVPI) | Золотой       | 50 000^   |
| Норвегия (IFPI Norway)                                                                                                   | 2× Платиновый |           |
| Швеция (GLF) | Золотой       | 15 000^   |
| Швейцария (IFPI Switzerland)                                                                                             | Платиновый    | 50 000^   |
| Великобритания (BPI) | 2× Платиновый | 1,007,000 |
| * Данные о продажах приведены только на основе сертификации. ^ Данные о тиражах приведены только на основе сертификации. |               |           |